# جوردن كريستوفر
جوردن كريستوفر (بالإنجليزية: Jordan Christopher)‏ هو مغني وممثل أمريكي، ولد في 23 أكتوبر 1940 في الولايات المتحدة، وتوفي في 21 يناير 1996 بنيويورك في الولايات المتحدة. من الجوائز التي نالها جائزة المسرح العالمي سنة 1968.

## جوائز
- جائزة المسرح العالمي (1968)

## وصلات خارجية
- جوردن كريستوفر على موقع IMDb (الإنجليزية)
- جوردن كريستوفر على موقع ميوزك برينز (الإنجليزية)
- جوردن كريستوفر على موقع قاعدة بيانات برودواي على الإنترنت (الإنجليزية)
- جوردن كريستوفر على موقع ديسكوغز (الإنجليزية)
- جوردن كريستوفر على موقع قاعدة بيانات الفيلم (الإنجليزية)